# Kayo Dot
Kayo Dot ist eine US-amerikanische Metal-, Avantgarde- und Progressive-Rock-Band aus Brooklyn, New York. Sie trat im Jahre 2003 die Nachfolge der Gruppe maudlin of the Well an. Neben der Gruppe maudlin of the Well kann auch das Projekt Tartar Lamb als Satelliten-Band Kayo Dots gelten.

## Geschichte
Die Band wurde im März 2003 um den Sänger und Multiinstrumentalisten Originalmitglied Toby Driver gegründet, nachdem sich sein Vorgängerprojekt maudlin of the Well Ende 2002 aufgelöst hatte. Im Oktober desselben Jahr erschien das Debütalbum Choirs of the Eye, das als elfköpfiges Metal-Orchester aufgenommen worden war, bei John Zorns Label Tzadik. Als Gastmusiker sind hierauf Adam Scott an der Trompete, Benjie Messer an der Posaune, Sam Minnich am Horn und Sky Cooper an der Gitarre zu hören. Auch live orientierte sich die Band eher am Auftreten von Orchestern und spielte eher in traditionelleren Veranstaltungsorten. Nach den Aufnahmen zum Album Dowsing Anemone with Copper Tongue, ging die Band auf eine siebenwöchige US-Tournee. Das Album erschien im Januar 2006. Auf dem Album besteht die Gruppe nur noch aus sieben Mitgliedern. Im Juli des Jahres veröffentlichte Holy Roar Records eine Split-Veröffentlichung mit Bloody Panda. Kayo Dot steuerte hierfür den Song Don’t Touch Dead Animals bei. Im Dezember wurde ein Plattenvertrag bei Hydra Head Records unterzeichnet. Hierüber wurde im März 2008 unter dem Namen Blue Lambency Downward veröffentlicht. Als Gastmusiker sind Charlie Zeleny am Schlagzeug, Eric „Skerik“ Walton Skerik am Tenor- und Baritonsaxophon sowie Vibraphon, Hans Teuber an der Klarinette (Sopran und Bass) und Altsaxophon, Dave Abramson als Perkussionist sowie als Gastsänger Brad „B.R.A.D.“ Mowen, zu hören. Soundeffekte wurden von Randall Dunn beigesteuert. Nach einer US-Tournee mit Secret Chiefs 3 begab sich die Band nach Seattle, um dort Anfang Juli 2009 das nächste Album aufzunehmen. Dieses erschien im Folgejahr unter dem Namen Coyote, dem sich 2012 Gamma Knife anschloss. Das Doppelalbum Hubardo, das 2013 erschien und unter der Leitung von Randall Dunn aufgenommen worden war, wurde durch Crowdfunding finanziert. Das nächste Album erschien 2014 unter dem Namen Coffins on Io. Im selben Jahr spielte die Gruppe unter anderem auf dem South by Southwest, ehe sie im folgenden Jahr auf dem Roadburn Festival zu sehen war. 2016 schloss sich das Album Plastic House on Base of Sky bei dem Label The Flenser an. Im Herbst 2019 wurde das Album Blasphemy publiziert, das erneut von Randall Dunn produziert worden war.

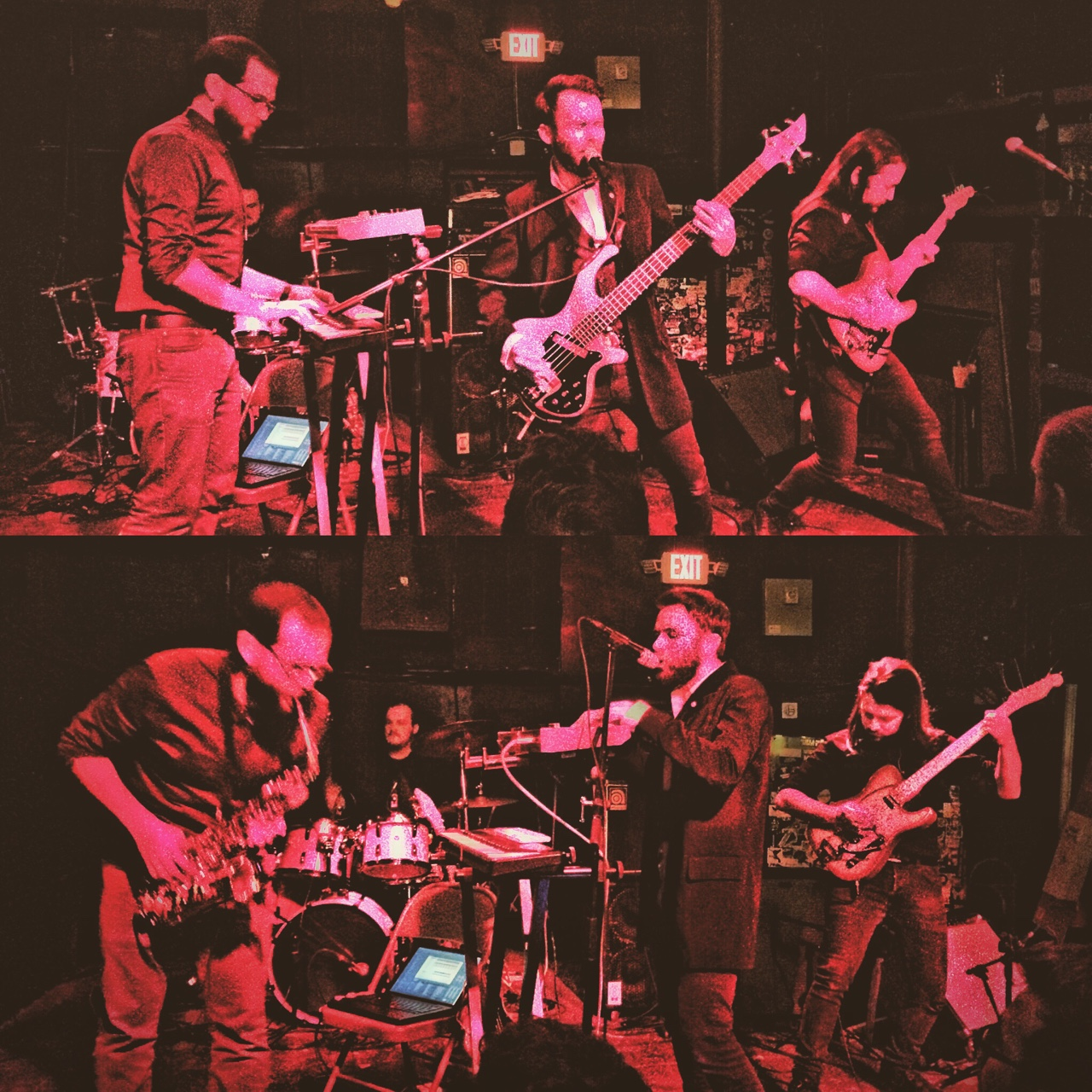
Kayo Dot, 2015

## Stil
Laut David Jeffries von AllMusic verschmilzt die Band Elemente aus dem Progressive- und Black-Metal sowie dem atmosphärischen Metal mit abstrakten elektroakustischen und modernen Kammermusik-Kompositionen. Auch würden Elemente aus dem Gothic Rock verwendet, wodurch es schwer falle die Gruppe einem Genre zuzuordnen, außer dem Experimental Rock. Dowsing Anemone with Copper Tongue gebe sich „gedämpfter“ als sein Vorgänger, während sich Blue Lambency Downward am Kammerjazz bediene. Coyote sei durch Gruppen wie The Cure, Bauhaus und Faith and the Muse beeinflusst worden. Gamma Knife tendiere eher Richtung Extreme Metal. Auch Hubardo weise einen stärkeren Trend gegen Metal auf, wobei man Einflüsse aus dem Black Metal, Post-Rock, Fusion und Kammermusik heraushören könne. Mit Plastic House on Base of Sky habe man sich sehr stark auf elektronische Musik spezialisiert. Coffins on Io arbeite Einflüsse aus dem Dark Wave mit ein. Insgesamt sei maudlin of the Well eher Metal-orientiert gewesen, während Kayo Dot eher einen modern-klassischen Anspruch habe. Plastic House on Base of Sky gebe sich vielseitig und hauptsächlich elektronisch orientiert. Blasphemy verarbeite Einflüsse aus dem Blackgaze, melodischen Post-Punk und AvantProg.
Joel G, Australia von progarchives.com ordnete die Gruppe dem avantgardistischen Rock und Experimental Metal zu. Choirs of the Eye enthalte atmosphärischen Metal mit avantgardistischen Obertönen, wobei die Gruppe eine bewegende und experimentelle Herangehensweise habe. Das Album setze das Konzept der Kombination von Metal und atmosphärischen Kompositionen fort, für die maudlin of the Well bekannt gewesen sei. Dowsing Anemone with Copper Tongue sei avantgardistischer und weniger metallisch. Der Gesang trete in den Hintergrund und der Schwerpunkt verlagere sich auf atmosphärische Texturen und ein avantgardistisches Spiel. Blue Lambency Downward biete kürzere Songs, wobei das Album mit zwei zehnminütigen Stücken beendet werde. Das Album sei am wenigsten zum Metal verbunden und bestehe hauptsächlich aus Schlagzeugtexturen verbunden mit dem Spiel von Saiteninstrumenten und Klarinetten.
Thomas Kerpen vom Ox-Fanzine schrieb in seiner Rezension zu Blue Lambency Downward, dass hierauf eine „eher meditative wie anstrengend-sperrige moderne Kammermusik“ und „eine Art Ambient-Drone-Jazz, der stilistisch zu unberechenbar ist, als dass sich dafür eine wirklich passende Schublade finden ließe“ zu hören ist. Eine klassische Instrumentierung träfen auf „Lärm“ im Stil von Neurosis, Progressive Rock, der an King Crimson erinnere und „Fantômas-Gefrickel“. Neben disharmonischen Momenten gebe es auch eingängige Melodien. Besonders fasziniert zeigte er sich von der „stilistische[n] Vielschichtigkeit der ständig die Richtung wechselnden Kompositionen“. In dem man immer wieder „zu beinahe konventionellem Songwriting und traditionellen Pop- und Rock-Einflüssen“ werde die Hörbarkeit der Songs gewahrt. Tobias Schultz von metal1.info fasste Coffins on Io unter dem Begriff Avantgarde Metal zusammen. Die Musik setze sich aus Elementen des Progressive- und Post-Rocks sowie der Kammermusik zusammen. Gelegentlich seien Anleihen aus dem Death Metal sowie Doom-Metal-Riffs hörbar. Jedes Album sei „ein verschachtelter Komplex aus atmosphärischen Landschaften, sanften Prog-Rock-Songs und abgefahrenen Experimenten, für den etliche Durchgänge zur vollständigen Erschließung notwendig sind“. Beim Hören von Coffins on Io fühlte er sich stark an Space Rock erinnert, am Anfang des Albums könne man die Musik jedoch eher dem klassischen Progressive Rock im Stil von Rush und Pink Floyd zuordnen. Gegen Ende des Albums wende man sich eher dem Ambient zu. Der Gesang Drivers sei überragend und mystisch. Melanie Aschenbrenner vom Metal Hammer bezeichnete Blasphemy als progressiv, wobei die Band jedoch jede Genre-Grenze sprenge. Die Songs seien wechselhaft in Dynamik und Rhythmik. Das Album würde von Gier und ihren folgen handeln, wobei die Texte von Jason Byron stammen und sich wie „esoterisch-allegorische Science-Fiction“ lesen würden. In den Songs machte sie sowohl Einflüsse von Extreme Metal, in Form von Growls, und Popmusik hörbar. Auch sei ein gelegentlicher Einsatz eines Vocoders vorhanden.  Meredith Schmiedeskamp rezensierte das Album ebenfalls: Das Album sei wie seine Vorgänger experimentell und „basiert ein weiteres Mal auf einer Erzählung des früheren Bandmitglieds Jason Byron“. Das Songwriting und der Mix lege einen besonderen Wert auf dominanten Gesang und Synthesizer gelegt, was an „die schwebenden Momente bei Porcupine Tree sowie Achtziger-Jahre-Wave-Sounds“ erinnere. Da die Rhythmik geradlinig und die Songs verhältnismäßig kurz seien, zeichne sich die Progressivität in den ungewöhnlichen Arrangements und den hohen, aufdringlichen Gesang Drivers aus, der zwischen Keyboard und Schlagzeug mäandern würde.

## Diskografie
- 2003: Choirs of the Eye (Album, Tzadik)
- 2006: Kayo Dot / Bloody Panda (Split mit Bloody Panda, Holy Roar Records)
- 2006: Dowsing Anemone with Copper Tongue (Album, Robotic Empire)
- 2008: Blue Lambency Downward (Album, Hydra Head Records)
- 2009: Champions of Sound 2008 (Split mit Pelican, Stove Bredsky und Zozobra, Hydra Head Records)
- 2010: Coyote (Album, Hydra Head Records)
- 2010: Live in Bonn (Live-Album, Eigenveröffentlichung)
- 2010: Stained Glass (EP, Hydra Head Records)
- 2012: Gamma Knife (Album, Eigenveröffentlichung)
- 2013: Hubardo (Album, Ice Level Music)
- 2014: Kraków (Split mit Tartar Lamb II, Instant Classic)
- 2014: Coyote - Live on WMBR, August 31, 2010 (Live-Album, Eigenveröffentlichung)
- 2014: Coffins on Io (Album, The Flenser)
- 2016: Plastic House on Base of Sky (Album, The Flenser)
- 2019: Blasphemy (Album, Prophecy Productions)
- 2021: Moss Grew on the Swords and Plowshares Alike (Album, Prophecy Productions)
- 2025: Every Rock, Every Half-Truth Under Reason (Prophecy Productions)